# Symphonies of Sickness
Symphonies of Sickness is het tweede album van de Britse band Carcass. Het album staat alom bekend als het eerste ècht goregrind album, gekenmerkt door de zeer diepe zang door middel van een pitchshifter, en het gebruik van bloederige, vuile en medische teksten. Dit album hangt duidelijk meer aan de deathmetal-kant van deathgrind in tegenstelling tot het debuutalbum, een proces wat met het volgende album; Necroticism - Descanting the Insalubrious doorgezet zou worden.

## Bezetting
- Bill Steer
- Jeff Walker
- Ken Owen

## Tracklisting
1. "Reek of Putrefaction" 	(4:11)
2. "Exhume to Consume" 	(3:51)
3. "Excoriating Abdominal Emanation" 	(4:32)
4. "Ruptured in Purulence" 	(4:11)
5. "Empathological Necroticism" 	(5:46)
6. "Embryonic Necropsy and Devourment" 	(5:14)
7. "Swarming Vulgar Mass of Infected Virulency" 	(3:11)
8. "Cadaveric Incubator of Endoparasites" 	(3:24)
9. "Slash Dementia" 	(3:23)
10. "Crepitating Bowel Erosion" 	(5:30)

Op de eerste CD versie van het album zijn als bonus 16 van de 22 tracks van het debuutabum toegevoegd. Latere CD edities hebben alleen de bovengenoemde 10 nummers en verschillende hoezen.